# Сетоловское сельское поселение
Сетоловское сельское поселение — муниципальное образование в северо-восточной части Почепского района Брянской области.
Административный центр — село Сетолово.

## История
Образовано в результате проведения муниципальной реформы в 2005 году, путём слияния дореформенных Сетоловского, Краснослободского сельсоветов и части Доманичского сельсовета.

## Население
| 2010  | 2011  | 2012  | 2013  | 2014  | 2015  | 2016  | 2017  | 2018  |
| ----- | ----- | ----- | ----- | ----- | ----- | ----- | ----- | ----- |
| 1609  | ↘1606 | ↘1566 | ↘1511 | ↘1478 | ↘1449 | ↘1435 | ↘1396 | ↘1393 |
| 2019  | 2020  | 2021  |       |       |       |       |       |       |
| ↘1346 | ↘1328 | ↘1288 |       |       |       |       |       |       |

## Населённые пункты
| №  | Населённый пункт | Тип     | Население |
| -- | ---------------- | ------- | --------- |
| 1  | Азарово          | деревня | ↘131      |
| 2  | Барыки           | деревня | →4        |
| 3  | Волжино          | деревня | ↘119      |
| 4  | Громыки          | посёлок | ↘490      |
| 5  | Красная Слобода  | село    | ↘256      |
| 6  | Муравка          | деревня | →1        |
| 7  | Никольщина       | деревня | →3        |
| 8  | Паниковка        | деревня | ↗11       |
| 9  | Рукавичино       | деревня | →9        |
| 10 | Савинки          | деревня | ↘14       |
| 11 | Сетолово         | село    | ↘473      |

Законом Брянской области от 1 августа 2017 года № 65-З, 13 августа 2017 года была упразднена, как фактически не существующая, деревня Устиново.